# Zenica
Zenica (Servisch: Зеница; Zenitsaⓘ) is een stad in Bosnië en Herzegovina en de hoofdstad van het kanton Zenica-Doboj, in de Federatie van Bosnië en Herzegovina. De gemeente heeft 128.495 inwoners (31/12/2003), de stad ongeveer 100.000.
De stad is gelegen aan de rivier de Bosna in een vallei. Het is een sterk geïndustrialiseerde stad met een grote staalindustrie.

## Sport
Zenica is de thuisbasis van voetbalclub NK Čelik Zenica, dat zijn thuiswedstrijden speelt in stadion Bilino Polje. Hier speelt ook het Bosnisch voetbalelftal met enige regelmaat interlands.

## Stedenband
- Luleå (Zweden)

## Geboren
- Elvir Bolić (1971), Bosnisch voetballer
- Tarik Filipović (1972), Kroatisch presentator, zanger en acteur
- Sandra Bagarić (1974), Bosnisch operazangeres
- Mladen Krstajić (1974), Servisch voetballer
- Mervana Jugić-Salkić (1980), tennisster
- Davor Duronjic (1982), Belgisch korfballer
- Emir Preldžič (1987), Sloveens basketballer
- Dejan Lovren (1989), Bosnisch-Kroatisch voetballer
- Ante Budimir (1991), Kroatisch voetballer
- Amel Tuka (1991), Bosnisch atleet
- Branimir Hrgota (1993), Zweeds voetballer
- Ivan Šunjić (1996), Kroatisch voetballer

## Galerij

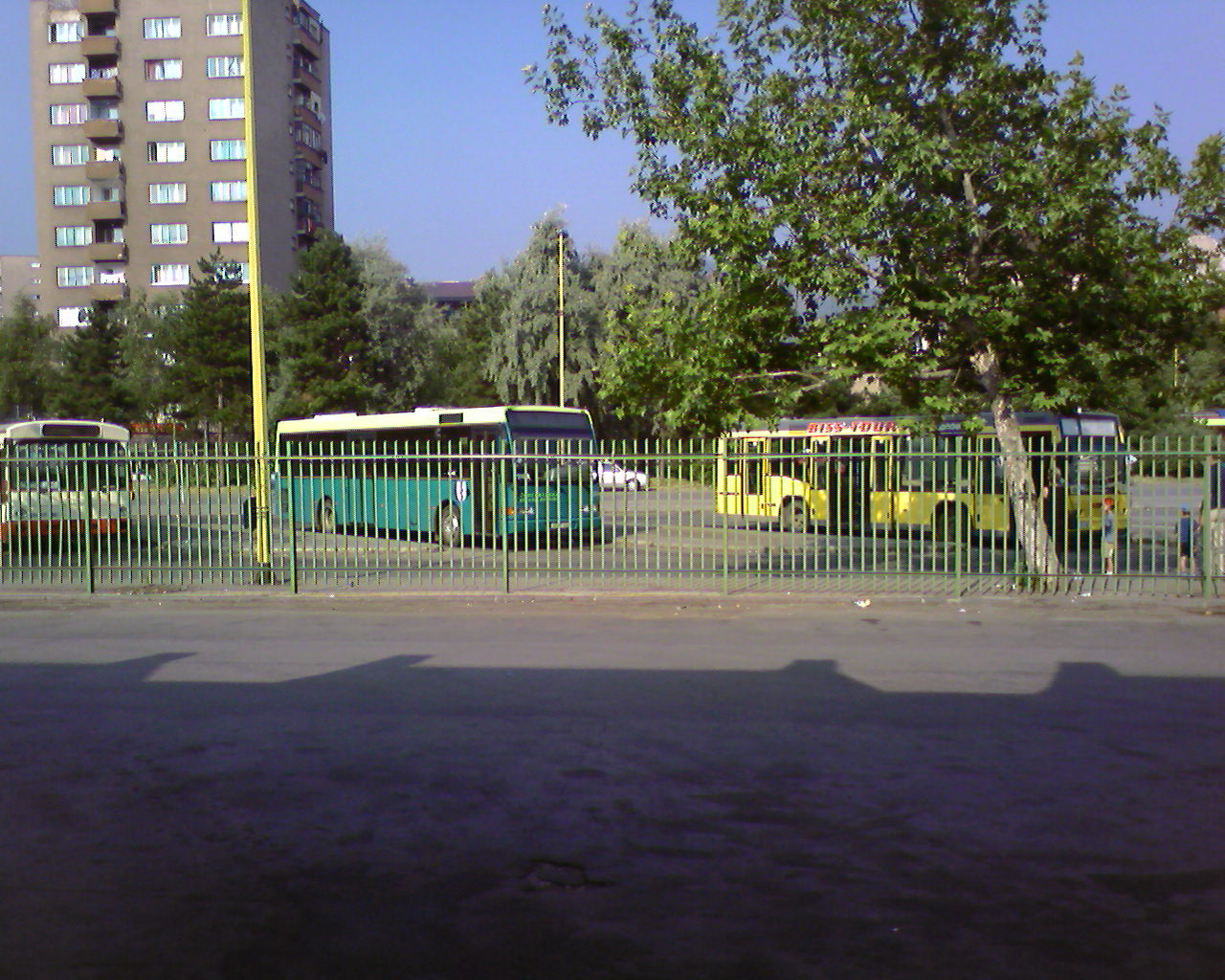
Busstation van Zenica
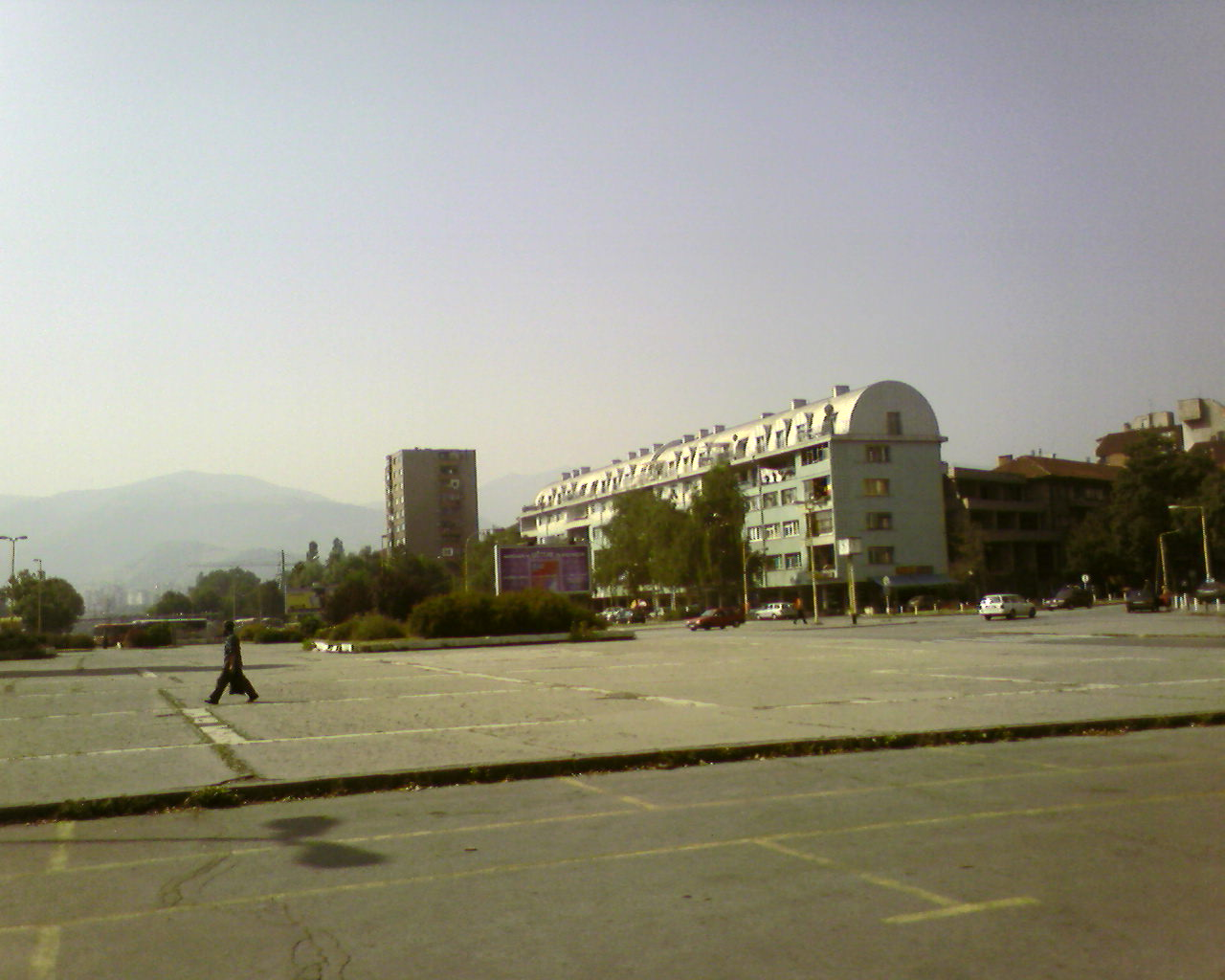
Plein in Zenica
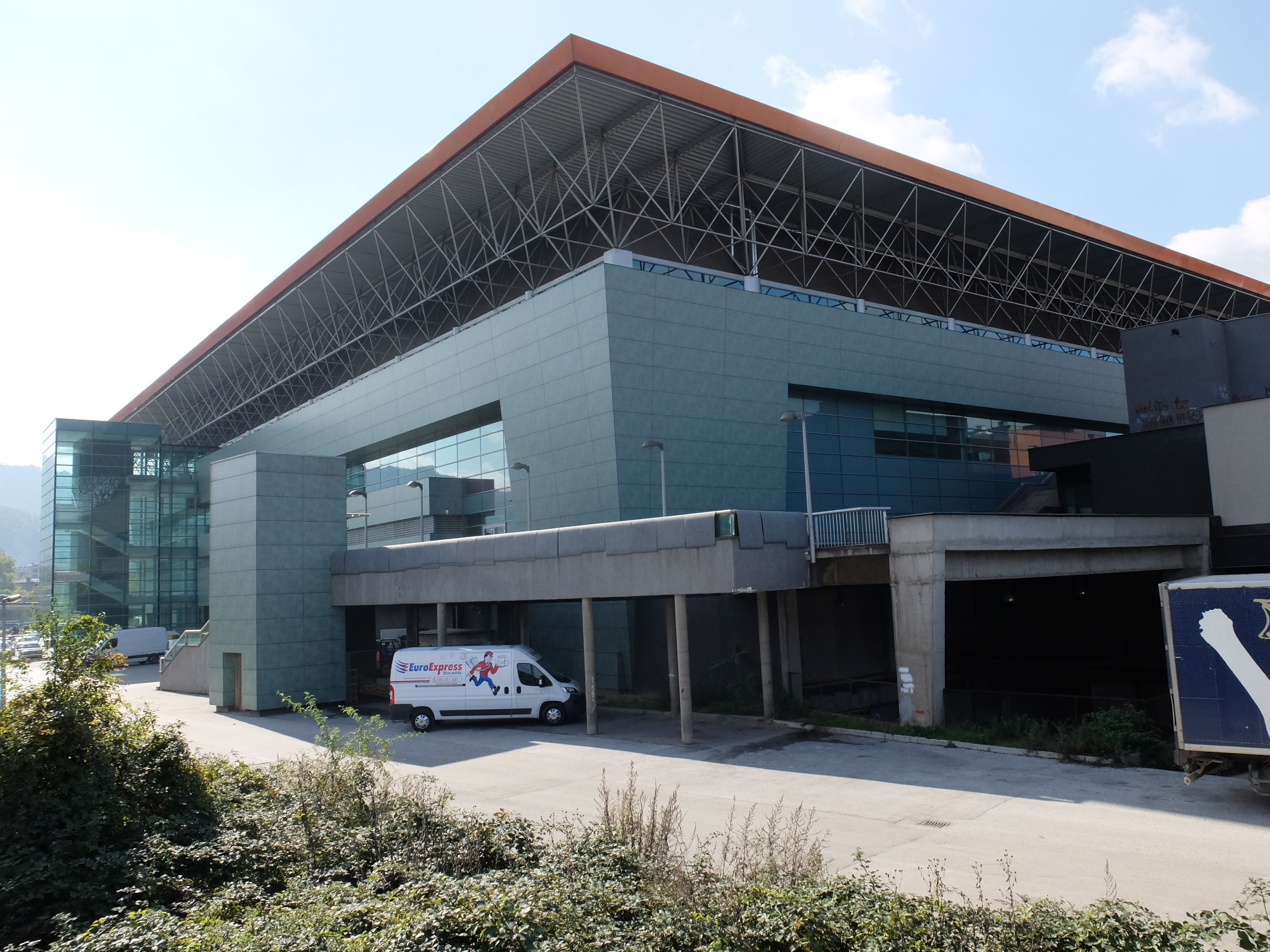
City Arena
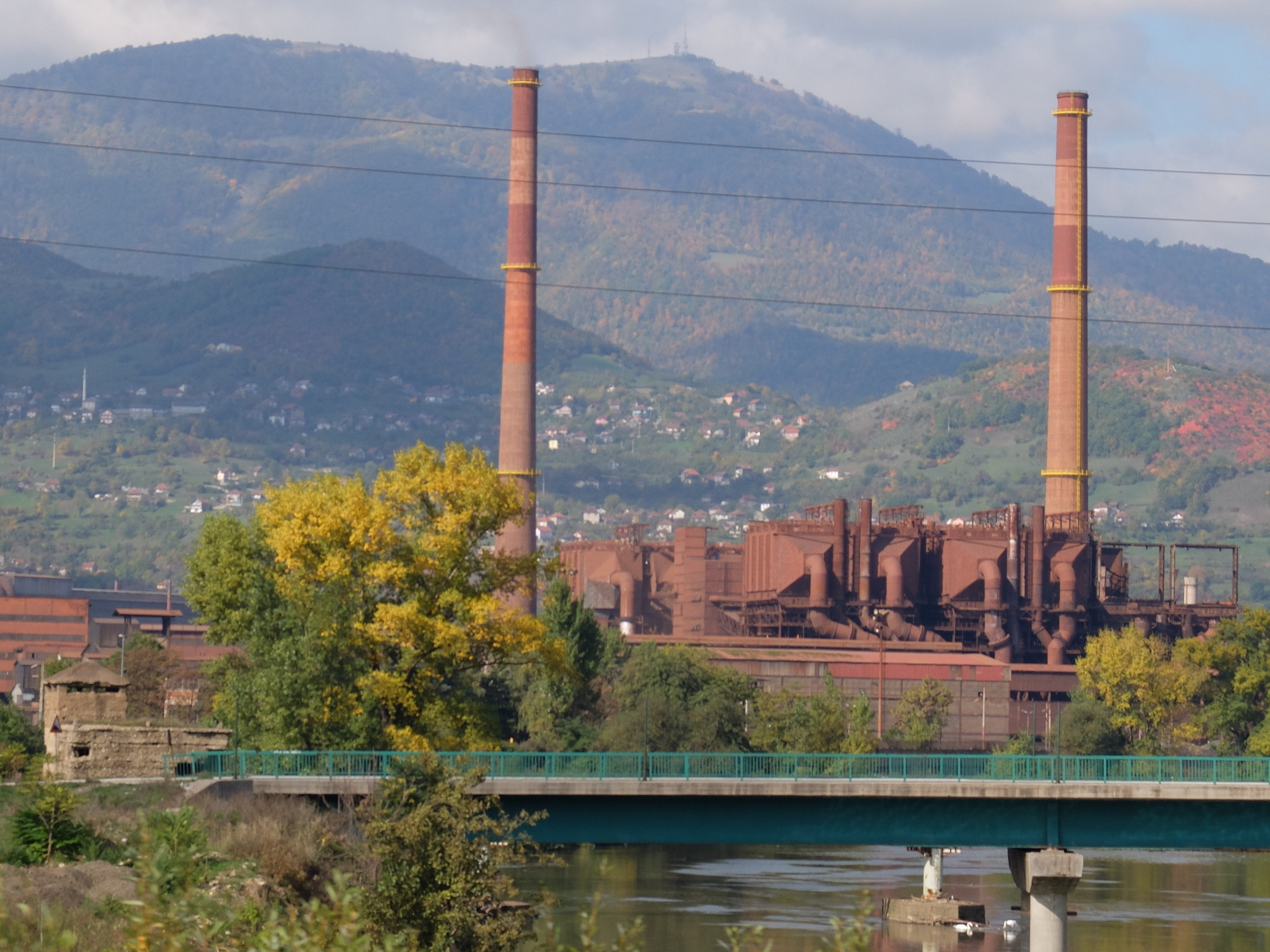
Staalfabriek

Federatie van Bosnië en Herzegovina:

Banovići · Bihać · Bosanska Krupa · Bosanski Petrovac · Bosansko Grahovo · Breza · Bugojno · Busovača · Bužim · Čapljina · Cazin · Čelić · Centar · Čitluk · Drvar · Doboj Istok · Doboj Jug · Dobretići · Domaljevac-Šamac · Donji Vakuf · Foča-Ustikolina · Fojnica · Glamoč · Goražde · Gornji Vakuf-Uskoplje · Gračanica · Gradačac · Grude · Hadžići · Ilidža · Ilijaš · Jablanica · Jajce · Kakanj · Kalesija · Kiseljak · Kladanj · Ključ · Konjic · Kreševo · Kupres · Livno · Ljubuški · Lukavac · Maglaj · Mostar · Neum · Novi Grad · Novo Sarajevo · Novi Travnik · Odžak · Olovo · Orašje · Pale-Prača · Posušje · Prozor-Rama · Ravno · Sanski Most · Sapna · Široki Brijeg · Srebrenik · Stari Grad · Stolac · Teočak · Tešanj · Tomislavgrad · Travnik · Trnovo · Tuzla · Usora · Vareš · Velika Kladuša · Visoko · Vitez · Vogošća · Zavidovići · Zenica · Žepče · Živinice

De hoofdstad Sarajevo bestaat uit de gemeenten Centar, Novi Grad, Novo Sarajevo en Stari Grad.
Servische Republiek:

Banja Luka · Berkovići · Bijeljina · Bileća · Bosanska Kostajnica · Brod · Bratunac · Čajniče · Čelinac · Derventa · Doboj · Donji Žabar · Foča · Gacko · Gradiška · Han Pijesak · Istočni Drvar · Istočna Ilidža · Istočni Mostar · Istočno Novo Sarajevo · Istočno Sarajevo · Istočni Stari Grad · Jezero · Kalinovik · Kneževo · Kozarska Dubica · Kotor Varoš · Krupa na Uni · Srpski Kupres · Laktaši · Ljubinje · Lopare · Milići · Modriča · Mrkonjić Grad · Nevesinje · Novi Grad · Osmaci · Oštra Luka · Pale · Pelagićevo · Petrovac · Petrovo · Prijedor · Prnjavor · Ribnik · Rogatica · Rudo · Šamac · Šekovići · Šipovo · Sokolac · Srbac · Srebrenica · Teslić · Trebinje · Trnovo · Ugljevik · Ustiprača · Višegrad · Vlasenica · Vukosavlje · Zvornik